# 武汉三环线

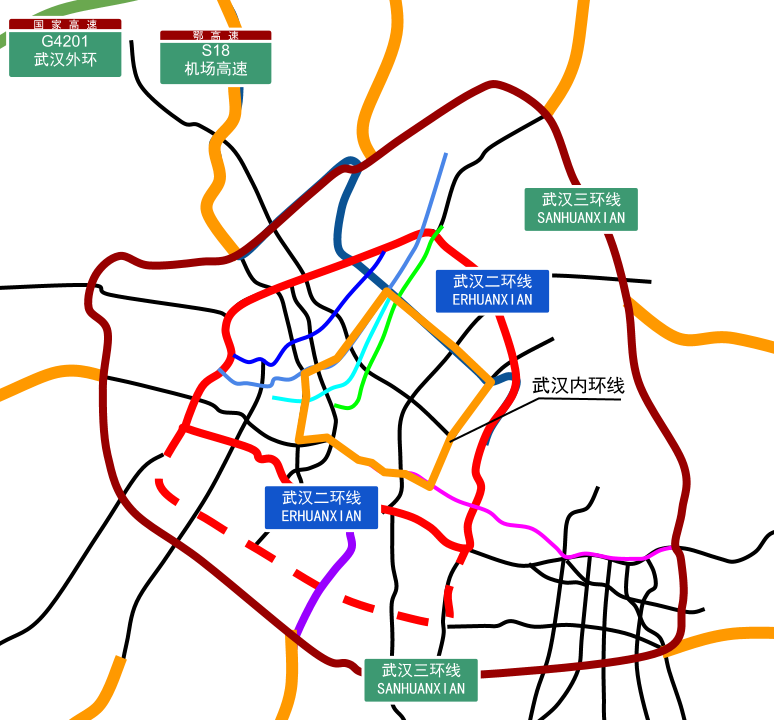
图中褐红色的环状线路为武汉三环线

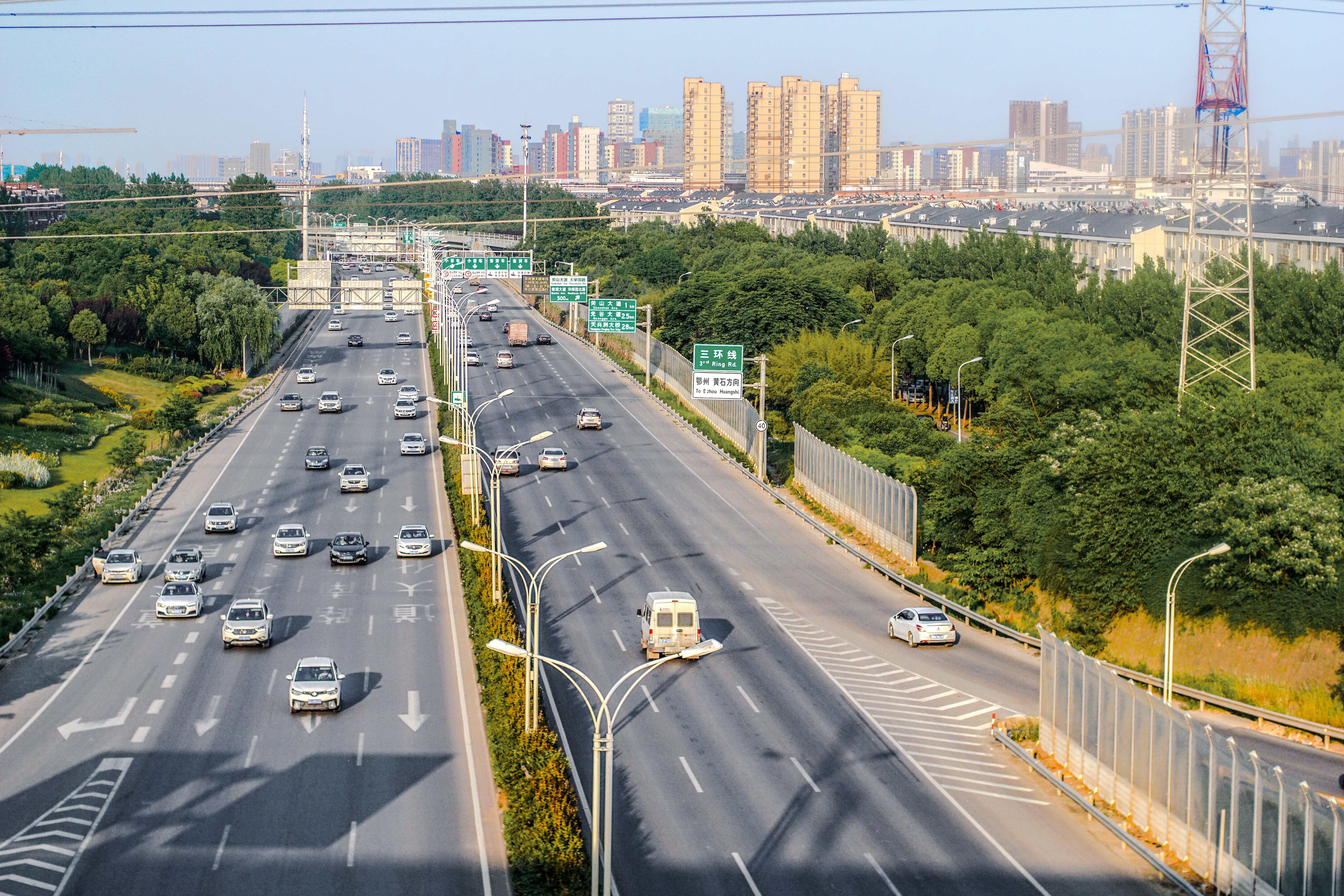
三环线民族大道立交

武汉三环线（曾称“武汉中环线”）是武汉市内的一条环线快速路，设计全长91公里。其布置在武汉主城区的外围，旨在联系主城各大组团，客、货运枢纽，同时也承担起了主城内部货运主通道、进出主城交通功能。2010年12月30日已全线通车。

## 历史
2000年，三环线西段白沙洲长江大桥至汉口额头湾部分建成通车，为双向6车道，车速设计为80公里每小时。
2010年12月30日，全线通车。
武汉三环线，对应内环及外环线路时，曾得名“武汉中环线”。随着二环线的规划与建设，已更名为三环线，并为市民所接受。
作为三环线过江桥梁的武汉白沙洲长江大桥因为不堪重负及施工质量原因，经常出现问题并需要大修，影响了三环线的通行能力。